# Boloria castiliana
Boloria castiliana är en fjärilsart som beskrevs av Lowe 1910. Boloria castiliana ingår i släktet Boloria och familjen praktfjärilar. Inga underarter finns listade i Catalogue of Life.